# Maze War
Maze War, även känt som The Maze Game, Maze Wars, Mazewar eller Maze, är ett datorspel utvecklat av Steve Colley vid NASA, och utgivet 1974. Spelet är det första förstapersonsskjutspelet. Det är sannolikt även det första exemplet på multiplayer via två olika datorer.
Inledningsvis hette spelet enbart Maze och bestod enbart av en labyrint som man skulle ta sig igenom. Colleys kollegor föreslog då att man skulle införa flera personer i labyrinten. För att åstadkomma detta krävdes flera datorer. Tidigare spel hade använt multiplayerfunktionen antingen via samma dator eller via en stordator. Maze War fungerade via två hopkopplade datorer. Så småningom infördes även att personerna i spelet kunde skjuta på varandra och därmed var Maze War uppfunnet och även FPS-genren. Spelet gick sedermera att spela via Arpanet, efter att en av spelets medskapare Greg Thompson, arbetat på J.C.R. Lickliders labb på MIT.

### Fotnoter
1. ↑  Steve Colley (12 mars 2004). ”Stories from the Maze War 30 Year Retrospective” (på engelska). Digibarn. http://www.digibarn.com/history/04-VCF7-MazeWar/stories/colley.html. Läst 22 maj 2014.
2. 1 2  ”Maze War blir första FPS-spelet – och går att spela via Arpanet”. Internetmuseum. https://www.internetmuseum.se/tidslinjen/maze-war/. Läst 5 december 2017.